# Markéta Braniborská (1511–1577)
Markéta Braniborská (1511 – po 3. listopadu 1577) byla braniborskou princeznou, prvním sňatkem pomořanskou vévodkyní a druhým sňatkem anhaltskou kněžnou.

## Život
Markéta se narodila jako nejmladší dcera kurfiřta Jáchyma I. Braniborského a jeho manželky Alžběty, dcery krále Jana I. Dánského.

### Pomořanská vévodkyně
Markéta se poprvé provdala asi v devatenácti letech 23. ledna 1530 v Berlíně za téměř o dvacet let staršího vévodu Jiřího I. Pomořanského. Do manželství přinesla věno ve výši 20 000 guldenů, za které jí Jiří I. upsal výnosy okrsků Barth, Damgarten, Tribsees, Grimsby a Klempenow. Manželství bylo patrně dohodnuto během jednání na hradě Grimnitz o vzájemném vztahu mezi Braniborskem a Pomořanskem. Jiří I. však zemřel rok po svatbě a Markéta si užila vdovského důchodu pouhé tři roky. V Pomořansku nebyla oblíbená, a když anhaltsko-zerbstský kníže Jan V. požádal o její ruku, musel její nevlastní syn Filip I. Pomořanský vybrat zvláštní daň na zpětné odkoupení statků, které obdržela od prvního manžela, a vyplacení zbylé části jejího věna.
Markéta porodila po smrti vévody Jiřího pohrobka, dceru Jiřinu (v tamějším prostředí znělo toto jméno Georgia), která matku následovala do Anhaltska. V osmi letech se dcera podle úmluvy měla vrátit do Pomořanska. Markéta však uspěla v jednání s nevlastním synem Filipem, aby byl dceřin návrat odložen do května 1543.

### Anhaltská kněžna
Markétiným druhým manželem se stal 15. února 1534 v Dessau o sedm let starší kníže Jan V. Anhaltsko-Zerbstský. Manželství s Janem V. nebylo šťastné, i když se do něj narodilo šest dětí. Markéta od manžela odešla na své vdovské sídlo, hrad Roßlau. Církevní reformátor Martin Luther se pokusil být prostředníkem mezi Markétou a knížetem Janem. Navštívil kněžnu na hradě Roßlau a vyčítal jí, že opustila manžela. Vznikl z toho ostrý slovní spor, ke kterému Luther později uvedl: "Musel jsem jí to říct dostatečně jasně, dokud jsem nevzbudil její hněv."
Jan V. nakonec obvinil Markétu z nevěry a v roce 1550 ji uvěznil. Janův osobní lékař byl mučen, aby se přiznal ke vztahu s kněžnou, on však neustoupil. Markétě se podařilo uprchnout z vězení a po četných dobrodružstvích dorazila polonahá a okradená ke dvoru svého bratrance, krále Kristiána III. Dánského v Kodani.
Později chvíli žila se svou starší sestrou Alžbětou, která jí radila, aby se zachránila třetím sňatkem. Alžběta ovšem považovala svou sestru za nespolehlivou a nestálou a varovala svého zetě Albrechta Braniborsko-Ansbašského, aby Markétu k sobě nebral. Albrecht ji k sobě přesto vzal; po jeho smrti se o ni staral pruský správce Jiří Fridrich Braniborsko-Ansbašský, protože její vlastní děti ji odmítly podporovat.
Na konci svého života vedla neuspokojivou existenci v pomořansko-polském pohraničním regionu a údajně se provdala za prostého sedláka. Také se tvrdí, že kontaktovala svou těhotnou dceru Jiřinu a navštívila ji pod falešnou totožností v tehdejším Schlochau (dnes polské město Człuchów).

## Potomci
Z prvního manželství s vévodou Jiřím I. Pomořanským se jí narodila jedna dcera:
- 1. Jiřina Pomořanská (1531–1573)

Svému druhému manželovi, knížeti Janovi Anhaltskému, porodila šest dětí:
- 1. Karel I. Anhaltsko-Zerbstský (17. 11. 1534 Dessau – 4. 5. 1561 Zerbst), kníže anhaltsko-zerbstský od roku 1551 až do své smrti a spoluvládce anhaltsko-plötzkauského knížectví v letech 1553–1561, manž. 1557 Anna Pomořanská (5. 2. 1531 Štětín – 13. 10. 1592 Groß Rosenburg)[1]
- 2. Jáchym Arnošt Anhaltský (21. 10. 1536 Dessau – 6. 12. 1586 tamtéž), kníže anhaltsko-zerbstský, od roku 1570 vládce spojeného Anhaltska, I. manž. 1560 Anežka z Barby-Mühlingenu (23. 6. 1540 Barby – 27. 11. 1569 Bernburg), II. manž. 1571 Eleonora Württemberská (22. 3. 1552 Tübingen – 12. 1. 1618 Berlín)[2]
- 3. Marie Anhaltská (1. 12. 1538 Zerbst – 24. 4. 1563 Roßlau), manž. 1559 Albrecht X. z Barby-Mühlingenu (15. 2. 1534 Barby – 28. 5. 1588)[3]
- 4. Bernard VII. Anhaltsko-Zerbstský (17. 3. 1540 Dessau – 1. 3. 1570 tamtéž), kníže anhaltsko-zerbstský, anhaltsko-plötzkauský, anhaltsko-desavský a anhaltsko-köthenský, manž. 1565 Klára Brunšvicko-Lüneburská (1. 1. 1550 Gifhorn – 26. 1. 1598 Franzburg)[4]
- 5. Markéta Anhaltská (18. 8. 1541 Dessau – 25. 7. 1547 Zerbst)[5]
- 6. Alžběta Anhaltsko-Zerbstská (15. 10. 1545 Zerbst – 26. 9. 1574 Barby), manž. 1570 Wolfgang II. z Barby-Mühlingenu (21. 12. 1531 Barby – 23. 3. 1615 tamtéž)[6]

## Vývod z předků
|                     |                              |  |                     |                                         |  |  |  |  |  |  |  | Fridrich I. Braniborský |
|                     |                              |  |                     |                                         |  |  |  |  |  |  |  |                         |
|                     | Albrecht III. Achilles       |  |                     |                                         |  |  |  |  |  |  |  |                         |
|                     |                              |  |                     |                                         |  |  |  |  |  |  |  |                         |
|                     |                              |  |                     | Alžběta Bavorská                        |  |  |  |  |  |  |  |                         |
|                     |                              |  |                     |                                         |  |  |  |  |  |  |  |                         |
|                     | Jan Cicero Braniborský       |  |                     |                                         |  |  |  |  |  |  |  |                         |
|                     |                              |  |                     |                                         |  |  |  |  |  |  |  |                         |
|                     |                              |  |                     | Jakub Bádenský                          |  |  |  |  |  |  |  |                         |
|                     |                              |  |                     |                                         |  |  |  |  |  |  |  |                         |
|                     | Markéta Bádenská             |  |                     |                                         |  |  |  |  |  |  |  |                         |
|                     |                              |  |                     |                                         |  |  |  |  |  |  |  |                         |
|                     |                              |  |                     | Kateřina Lotrinská                      |  |  |  |  |  |  |  |                         |
|                     |                              |  |                     |                                         |  |  |  |  |  |  |  |                         |
|                     | Jáchym I. Nestor Braniborský |  |                     |                                         |  |  |  |  |  |  |  |                         |
|                     |                              |  |                     |                                         |  |  |  |  |  |  |  |                         |
|                     |                              |  |                     | Fridrich I. Saský                       |  |  |  |  |  |  |  |                         |
|                     |                              |  |                     |                                         |  |  |  |  |  |  |  |                         |
|                     | Vilém III. Durynský          |  |                     |                                         |  |  |  |  |  |  |  |                         |
|                     |                              |  |                     |                                         |  |  |  |  |  |  |  |                         |
|                     |                              |  |                     | Kateřina Brunšvicko-Lüneburská          |  |  |  |  |  |  |  |                         |
|                     |                              |  |                     |                                         |  |  |  |  |  |  |  |                         |
|                     | Markéta Saská                |  |                     |                                         |  |  |  |  |  |  |  |                         |
|                     |                              |  |                     |                                         |  |  |  |  |  |  |  |                         |
|                     |                              |  |                     | Albrecht II. Habsburský                 |  |  |  |  |  |  |  |                         |
|                     |                              |  |                     |                                         |  |  |  |  |  |  |  |                         |
|                     | Anna Habsburská              |  |                     |                                         |  |  |  |  |  |  |  |                         |
|                     |                              |  |                     |                                         |  |  |  |  |  |  |  |                         |
|                     |                              |  |                     | Alžběta Lucemburská                     |  |  |  |  |  |  |  |                         |
|                     |                              |  |                     |                                         |  |  |  |  |  |  |  |                         |
| Markéta Braniborská |                              |  |                     |                                         |  |  |  |  |  |  |  |                         |
|                     |                              |  |                     |                                         |  |  |  |  |  |  |  |                         |
|                     |                              |  | Dětřich Oldenburský |                                         |  |  |  |  |  |  |  |                         |
|                     |                              |  |                     |                                         |  |  |  |  |  |  |  |                         |
|                     | Kristián I. Dánský           |  |                     |                                         |  |  |  |  |  |  |  |                         |
|                     |                              |  |                     |                                         |  |  |  |  |  |  |  |                         |
|                     |                              |  |                     | Helvig Holštýnsko-Rendsburská           |  |  |  |  |  |  |  |                         |
|                     |                              |  |                     |                                         |  |  |  |  |  |  |  |                         |
|                     | Jan I. Dánský                |  |                     |                                         |  |  |  |  |  |  |  |                         |
|                     |                              |  |                     |                                         |  |  |  |  |  |  |  |                         |
|                     |                              |  |                     | Jan Braniborsko-Kulmbašský              |  |  |  |  |  |  |  |                         |
|                     |                              |  |                     |                                         |  |  |  |  |  |  |  |                         |
|                     | Dorotea Braniborská          |  |                     |                                         |  |  |  |  |  |  |  |                         |
|                     |                              |  |                     |                                         |  |  |  |  |  |  |  |                         |
|                     |                              |  |                     | Barbora Sasko-Wittenberská              |  |  |  |  |  |  |  |                         |
|                     |                              |  |                     |                                         |  |  |  |  |  |  |  |                         |
|                     | Alžběta Dánská               |  |                     |                                         |  |  |  |  |  |  |  |                         |
|                     |                              |  |                     |                                         |  |  |  |  |  |  |  |                         |
|                     |                              |  |                     | Fridrich II. Saský                      |  |  |  |  |  |  |  |                         |
|                     |                              |  |                     |                                         |  |  |  |  |  |  |  |                         |
|                     | Arnošt Saský                 |  |                     |                                         |  |  |  |  |  |  |  |                         |
|                     |                              |  |                     |                                         |  |  |  |  |  |  |  |                         |
|                     |                              |  |                     | Markéta Habsburská                      |  |  |  |  |  |  |  |                         |
|                     |                              |  |                     |                                         |  |  |  |  |  |  |  |                         |
|                     | Kristina Saská               |  |                     |                                         |  |  |  |  |  |  |  |                         |
|                     |                              |  |                     |                                         |  |  |  |  |  |  |  |                         |
|                     |                              |  |                     | Albrecht III. Bavorský                  |  |  |  |  |  |  |  |                         |
|                     |                              |  |                     |                                         |  |  |  |  |  |  |  |                         |
|                     | Alžběta Bavorská             |  |                     |                                         |  |  |  |  |  |  |  |                         |
|                     |                              |  |                     |                                         |  |  |  |  |  |  |  |                         |
|                     |                              |  |                     | Anna Brunšvicko-Grubenhagensko-Einbecká |  |  |  |  |  |  |  |                         |
|                     |                              |  |                     |                                         |  |  |  |  |  |  |  |                         |